# Alain Van Lancker
Alain Van Lancker est un coureur cycliste professionnel français, né le 15 mai 1947 à Paris. 
Spécialiste des courses de Six jours, cet athlète d'un mètre 82, a notamment remporté les Six jours de  Grenoble à quatre reprises : en 1971 (printemps) avec Peter Post, en 1971 (automne) et 1974 avec Jacky Mourioux et en 1972 avec Cyrille Guimard. Il est formé et entraîné par Michel Scob.

## Palmarès sur piste

### Jeux olympiques
- Mexico 1968
  - 6e de la poursuite par équipes

### Championnats d'Europe
- 1971
  -  Médaillé de bronze de la course derrière derny
- 1973
  -  Médaillé de bronze de l'américaine

### Six jours
- 1969 : Montréal (avec Jacky Mourioux)
- 1970 : Münster (avec Klaus Bugdahl)
- 1971 (printemps) : Grenoble (avec Peter Post)
- 1971 (automne) : Grenoble (avec Jacky Mourioux)
- 1972 : Dortmund (avec Patrick Sercu), Grenoble (avec Cyrille Guimard)
- 1973 : Cologne (avec Patrick Sercu)
- 1974 : Grenoble (avec Jacky Mourioux)

### Championnats de France
- Champion de France de demi-fond : 1973 (2e en 1976)

## Palmarès sur route
- 1966
  - Paris-Vailly
- 1968
  - 2e de Paris-Ézy
  - 3e de Gournay-Eu